# XO-3
XO-3 ist ein etwa 600 Lichtjahre entfernter Hauptreihenstern der Spektralklasse F im Sternbild Giraffe. Er besitzt eine scheinbare Helligkeit von 9,9 mag.
Im Jahre 2007 entdeckte Christopher M. Johns-Krull einen Exoplaneten, der diesen Stern umkreist. Dieser trägt den Namen XO-3b.